# Rio Tapiracuí
Rio Tapiracuí är ett vattendrag i Brasilien.   Det ligger i delstaten Paraná, i den södra delen av landet, 1 000 km sydväst om huvudstaden Brasília.
Omgivningarna runt Rio Tapiracuí är huvudsakligen savann. Runt Rio Tapiracuí är det glesbefolkat, med 12 invånare per kvadratkilometer.